# Yoro, Mali
Yoro är en ort i Mali.   Den ligger i regionen Mopti, i den södra delen av landet, 700 km öster om huvudstaden Bamako. Yoro ligger 300 meter över havet och antalet invånare är 10 535.
Terrängen runt Yoro är platt. Runt Yoro är det ganska glesbefolkat, med 28 invånare per kvadratkilometer. Det finns inga andra samhällen i närheten. Trakten runt Yoro består i huvudsak av gräsmarker.